# Belted Plaid
Der Belted Plaid stellt die Vorform des schottischen Kilts dar. Erste Erwähnungen findet der Belted Plaid Ende des 16. Jahrhunderts. Der Belted Plaid wurde ausschließlich von Männern getragen.
Der Belted Plaid besteht aus einer ca. eineinhalb Meter breiten, vier bis sechs Meter langen Stoffbahn, die beim Anlegen gefaltet und um den Körper „gelegt“ wird. Dabei bleibt eine lange Bahn übrig, die als eine Art Schärpe über die Schulter gelegt werden kann. Der Kilt wird mittels Gürtel und einer Fibel für die Schärpe fixiert. Die Schärpe kann „aufgefächert“ werden und dient dann als Mantel, bzw. Umhang.
Das Anlegen eines Belted Plaids ist relativ kompliziert und bedarf einiger Übung, damit das Kleidungsstück gut sitzt und nicht bei jeder Bewegung verrutscht.

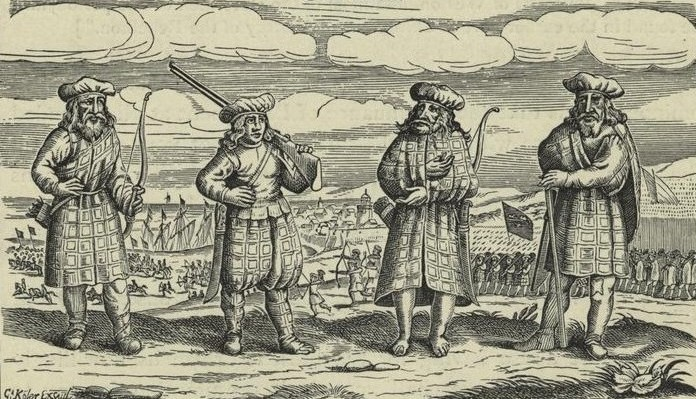
Schottische Söldner mit Belted Plaids im Dreißigjährigen Krieg
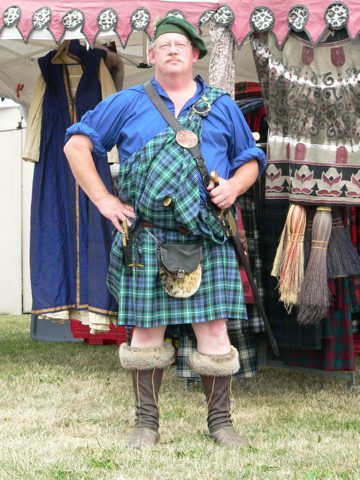
Moderner Belted Plaid Vorderansicht
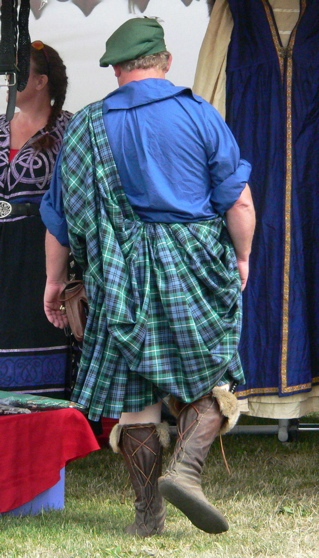
Moderner Belted Plaid Rückansicht